# Marcelo Ojeda
Marcelo Leonardo Ojeda (Avellaneda, Argentina, 8 de diciembre de 1968) es un futbolista argentino nacionalizado español. Jugaba como guardameta y jugó en la Primera División de Argentina y en la Primera División de España.

## Trayectoria
Ojeda llegó a la Primera División de Argentina en 1987, formando parte de la plantilla del Club Social y Deportivo Defensa y Justicia, donde permaneció hasta 1990 pero donde no llegó a debutar. Posteriormente pasó a las filas del Club Atlético Lanús, donde jugó hasta 1994, cuando firmó por el Tenerife de España, dirigido por el también argentino Vicente Cantatore. En el Tenerife llegó a disputar competiciones europeas, pero cuando en 2000 el Tenerife descendió a la Segunda División de España, Ojeda regresó a Argentina, concretamente al Club Estudiantes de La Plata, donde jugó como cedido. Finalmente se retiró en Argentinos Juniors.

## Selección nacional
Fue internacional con la Selección de fútbol de Argentina. Disputó un solo partido, el 14 de junio de 1997, frente a la Selección de fútbol de Chile, perteneciente a la Copa América 1997.

### Participaciones en Copa América
| Copa América      | Sede    | Resultado        |
| ----------------- | ------- | ---------------- |
| Copa América 1997 | Bolivia | Cuartos de final |

## Clubes
| Club                    | País      | Año       |
| ----------------------- | --------- | --------- |
| Defensa y Justicia      | Argentina | 1987-1990 |
| Lanús                   | Argentina | 1990-1994 |
| CD Tenerife             | España    | 1994-2000 |
| Estudiantes de La Plata | Argentina | 2000      |
| CD Tenerife             | España    | 2000-2001 |
| Argentinos Juniors      | Argentina | 2001      |